# Lista personajelor din Spioanele
Acest articol prezintă personajele din serialul de animație Spioanele.

## WOOHP (World Organization of Human Protection)
Cele trei spioane (Sam, Clover, și Alex) sunt principalii protagoniști ai serialului și sunt cele mai evocate personaje. Fiecare are propria sa postură comică. Cele trei consideră că timpul pentru școală, viață socială și misiuni nu poate fi controlat. Sunt rivalizate de Mandy. Le sunt relevate în unele episoade reacțiile alergice.

### Samantha Simpsons
Samantha, de obicei numita Sam, are parul lung, roscat, fiind imbracata intr-un costum verde de spioana. Este cea mai inteligenta din grup, folosind acest avantaj in numeroasele planuri si diversiuni pentru ca fetele sa poata captura infractorii. Totodata, isi atribuie rolul de mediator in grup, linistindu-si prietenele oricand acestea se cearta, desi cateodata exista momente cand nu este concentrata la acest lucru. 
La fel ca si Alex si Clover, Sam iubeste cumparaturile si intalnirile cu baietii, insa nu la fel de interesata ca si ele; spre deosebire de Clover, prioritatile ei sunt studiatul sau misiunile. Acest lucru o face sa fie considerata drept o "tocilara". 
Episodul "Spies in Space", Sam este chemata in biroul directorului pentru comunicarea faptului ca are cele mai mari note din istoria liceului BHHS si ca ar trebui sa mearga la facultate. Pentru un timp, se mandreste cu acest lucru chiar si in fata victimei sale cand aceasta afirma ca spioanele sunt inteligente. Cu toate acestea, la sfarsit Sam alege sa ramana la liceu. Inteligenta ei o face pe Sam sa fie spalata pe creier de catre infractori, lucru ce confera amuzament seriilor. 
In episodul "Do You Believe In Magic?", Sam se introduce ca "Samantha Simpson" in momentul intrarii in castelul Magicianului. Totusi, nu este confirmat daca acesta chiar este numele ei de familie. Este considerata cea mai puternica dintre cele trei, putand ridica barbati cu mainile sau picioarele.

### Clover Mansion
Clover are parul de lungime medie, ochii albaștrii și un costum de spioană de culoare roșie. Este considerată ca fiind personajul ce posedă stereotipuri: ea este întotdeauna preocupată mai mult de aspectul ei, baieții și ultimele tendințe decât de munca ei ca și spioană. De fapt, obiectivul ei asupra vieții sale sociale le afectează uneori cursul misiunilor. In episodul "Super agenta Clover", este vazută vorbind la mobil, rezultatul fiind posibilitatea celui urmărit de fete de a scăpa. De obicei compară moda cu munca ei și este preocupată de îmbunătățirea vieții sociale. Ea este în mod normal, dacă nu întotdeauna prima care este impotriva lui Mandy. 
Deși Clover este mai mult concentrată pe aspectele materialiste și superficiale, înțelege importanța prieteniei și a muncii in echipă. Câteodata preia conducerea grupului când Sam este fie rapită, spălată pe creier sau sub influența unui control mental, cum ar fi in episodul "Dental? More Like Mental!" și "Matchmaker".
Ca efect al obsesiei ei pentru aspectul personal, Clover suferă numeroase schimbări fizice drastice de către ticăloșii urmăriți de ele. Niciodată nu parcurge tunelul WOOHP fără sa aterizeze întoarsă sau în orice altă poziție ciudată. Se afirmă în "Modul în care joci contează" că Clover este alergică la narcise.
Clover este cea care flirtează cel mai mult din grup. Este cunoscută pentru mulțimea de iubiți(de obicei mai mult de unul deodată) și ar face orice pentru a fi cu un băiat. Dragostea ei pentru un baiat   poate fi egalata cu cea pentru modă și frumusețe. 
Clover este recunoscuta de catre prietenele sale ca fiind o bună cunoscătoare în domeniul muzicii pop, în special cele despre celebritățile masculine. Este cunoscută pentru metodele sale incerte de obținere a acestor informații, însă acestea nu sunt tocmai ilegale. 
Clover este identificată ca fiind vegetariană în "Here Comes The Sun", "Space Much?", "Return Of Geraldine" și "Spies On The Farm". 

### Alexandra Huston
Alexandra (pe scurt Alex) are părul scurt și brunet. Are ochi căprui, piele mai închisă la culoare și un costum de spioană galben. Îi place să facă sport, în special fotbal. Alex este mereu cea mai naivă spioană. Alex dorește să își facă prietenii fericiți. Este uneori "arbitru" între Sam și Clover, atunci când se ceartă. De asemenea, se stie ca Alex este in zodia Fecioara.
În ciuda faptului că este cea mai sportivă, ea este uneori neîndemânatică. Este și ea interesată despre modă și băieți, uneori la fel de mult ca și Clover. Alt hobbie a lui Alex este acela de a mânca. În episodul "Evil Valentine's Day", vedem că a avut un vis despre bomboane. În introducerea episodului "Noul Jerry" și în interviul de sfârșit al episodului "Lumea animalelor" o vedem mâncând tot timpul. 
Alex este singurul personaj căruia i s-a văzut tatăl în serial. Este de asemenea singura căruia nu i s-a văzut casa, în care a locuit cu părinții săi.
Se crede că Alex este descendentă Hispanică. Vedem în "Alex ia lecții" că tatăl ei este caucasian iar mama ei, Carmen, Hispanică.
Alex e cea mai tânără spioană. Ar face orice să țină grupul împreună. Este rareori capturată de inamici. 
Stilul lui Alex de a se îmbrăca este deobicei cel mai decent. Are cea mai mare varietate de pantofi. Are o slăbiciune pentru Martin Mystery.

### Jerry Lewis
Jerry James Lewis este fondatorul și șeful suprem de la WOOHP. Este un domn de origine britanică, fiind cel care le informează pe fete cu privire la misiunile lor și le împarte dispozitive. De asemenea, le trimite uneori în misiuni-teste secrete.
Deși nu intră în atribuțiile sale, Jerry le ajută uneori pe fete în misiunile lor. În ciuda fizicului său, a demonstrat de multe ori că știe să se lupte chiar mai bine decât celelalte fete.
În anii '80, Jerry impreuna cu o bună prietenă, Tammie a făcut parte dintr-o formație numită "Două cifre".
Mama lui și-a făcut debutul în episodul "Draga mamei". Este o femeie stereotip. Are părul cărunt și ochii verzi. Ca să își păstreze identitate secretă de spion, Jerry i-a spus acesteia că e patron la un hotel din Beverly Hills. În ultimul episod al serialului, ea află despre secretul lui Jerry, și îi spune la rândul ei că a fost și ea o spioană în tinerețe.

### Britney
Britney și-a făcut debutul în episodul "Alex demisionează". Are părul negru-albăstrui, ochii violeți și un costum de spioană albastru. Îi place să joace șah. Înafară de celelalte fete, Britney este singura care locuiește singură.
Britney mai apare în episoadele din sezonul 3 "Scăpați de pe insula WOOHP" și "Promoțiune nefastă- part 3". În sezonul 5, Britney are propriile ei 3 episoade, și anume: "Straniul Virtual", "WOOHPizează-mă și pe mine!" și "Hotelul Blestamat". Apare de asemenea în ultimul episod al serialului. 
La sfârșitul episodulu "Hotelul Blestamat", Jerry o transferă la WOOHP Australia, ca fiind partenera lui Blaine, în disprețul lui Clover.

### Dean
este un agent de la WHOOP ca Sam, Clover și Alex.

## Liceul din Beverly Hills

### Mandy Morris
Mandy este rivala de la școală a celor trei spioane. Are părul lung și brunet și ochii purpurii. Are mereu o voce ascuțită, cu un râs nazal. 
Rivalitatea dintre Mandy și Clover este mai clară, certându-se mereu pentru băieți, popularitate și multe altele. Mandy este cunoscută ca având un fan-club numit M.I.G. (Mandy e super (en: Mandy is great)). Clover s-a înscris în el, neștiind că e un fan-club Mandy. Atunci a fost forțată să-i facă masaj lui Mandy.
Între sezoanele 1-4, Mandy a fost acompaniată de prietenele sale, Catlin și Dominique, fiind toate rivalele lui Sam, Clover și Alex. La începutul sezonului 5, Mandy și gașca sa sunt separate. Mandy s-a înscris la facultatea din Malibu, alături de verișoara sa, Mindy. De atunci ele sunt văzute aproape mereu împreună.
La sfârșitul serialului, Mandy își dă seama că a greșit și le-a torturat prea mult pe spioane așa că începe să se poarte frumos cu ele, venind sfârșitul rivalității dintre ele.

### Caitlin
Caitlin are părul lung, încrețit și brunet și ochii purpurii. Deși nu vorbește prea mult, are o atitudine de snoabă și o sprijină mereu pe Mandy. Caitlin are de asemenea un frate mai mare care a fost și el la liceul din Beverly Hills. Caitlin nu am mai fost văzută după episodul "O absolvire malefică", absolvind din liceu.

### Dominique
Dominique are părul scurt, roșcat închis și ochii verzi. Are o atitudine de snoabă. Este mereu alături de Mandy și Caitlin. Nici Dominique nu a mai fost văzută după episodul "O absolvire malefică", absolvind liceul.

### David
David e un tip dezirabil. Cele trei fete sunt îndrăgostite de el, ca și Mandy de altfel. Și-a făcut debutul în episodul "Felul în care joci contează". Este interesat de mai multe forme de artă, cum ar fi să cânte la chitară, poezia, pictatul etc. Îi place de asemenea natura, istoria și urăște respingerile. A apărut foarte mult în al doilea sezon, și aproape că a dispărut începând cu al treilea. David lucrează la Groovy Smoothie Shack. Clover și Mandy s-au luptat mult pentru el. .

### Arnold Jackson
Arnold e colegul de clasă al Spioanelor. Este deștept și priceput la multe lucruri. Este uneori un obstacol între fete și ținta lor. 
În episodul "Super Nerd Much?", Arnold a primit accidental un inel care-i permite să fure mușchii de la alți oameni. Puterea i s-a urcat repede la cap, și s-a transformat într-un răufăcător. După o luptă, a fost învins de Spioane, cu ajutorul unui magician care avea nevoie de inel. Memoria lui a fost ștearsă de WOOHP, și s-a întors următoarea zi la școală ca și cum nimic nu s-ar fi întâmplat. 
În episodul "Amiralul Arnold", el voia să fie un super erou și s-a îmbrăcat ca un personaj de benzi desenate. A fost antrenat în secret de către Geraldine Husk. 
Arnold a absolvit liceul, ca și valedictorianul clasei. El nu a mai fost văzut din acel episod.

## Universitatea Malibu

### Mindy
Mindy e verișoara lui Mandy. Are părul scurt și blond și ochii verzi. Mindy a apărut prima dată în episodul "Profesorul diabolic", în sezonul 5. După ce a absolvit liceul, Mandy avea de gând să urmeze o școală de ski, din Aspen, dar s-a transferat la Universitatea Malibu (pe scurt Mali-U), să stea cu Mindy.

### Blaine Tyson
Blaine a apărut prima dată în episodul "Bunica", din sezonul 5, ca și căpitanul echipei de volei Mali-U. Clover l-a cunoscut pe plajă, în timp ce juca volei. Relația lui Clover cu Blaine este prima în acest serial care durează mai mult de un episod. Următoarele două episoade (109 și 110) se află că Blaine este un spion trimis de Geraldine Husk, ca să o elimine pe Clover. În final s-a aflat că Blaine este un agent al binelui. Blaine a intrat în WOOHP, și a fost trimis de Jerry la sediul din Australia, urmând să facă echipă cu Britney.

## Părinți

### Gabriella
Gabriella (pe scurt Gaby) este mama lui Sam. Are părul exact la fel de lung ca al fiicei sale, dar puțin încrețit. Părul natural a lui Gabby era maro, dar mai târziu a apărut cu aceeași culoare ca a lui Sam. Gaby ține să o protejeze pe Sam mult. Și-a făcut debutul în episodul "Draga mamei", din sezonul 2. A reapărut la sfârșitul sezonului 4, în episodul "Totally Busted". În timpul duratei sale scurte ca o spioană, costumul său a fost verde maritim. La sfârșitul acelui episod, Gabby a devenit un spion oficial WOOHP.

### Stella
Stella e mama lui Clover. Are părul exact ca și a lui Clover. Culoarea sa naturală era un galben deschis. Stella reprezintă o mamă stereotip, fiind fermă, dar bună. Stella a apărut în sezonul 2, în episoadele: "Draga mamei" și "Lumea Zooney". A apărut de asemenea la șfârșitul celui de-al patrulea sezon, în "Totally Busted". În timpul duratei sale scurte ca o spioană, costumul Stellei a fost roz închis. La sfârșitul acelui episod, a devenit un spion oficial WOOHP.

### Carmen
Carmen e mama lui Alex. Are părul exact ca și al ei, dar original era maro. Singura sa preocupare este de a-i găsi fiicei sale un iubit. Carmen și-a făcut apariția în episodul sezonului 2, "Draga mamei". A apărut de asemenea în "Alex primește școală" și "Totally Busted". În timpul duratei sale scurte ca o spioană, costumul său a fost albastru închis. La sfârșitul acelui episod, Carmen a devenit un spion oficial WOOHP.

### Phoebe
Phoebe este mama lui Mandy. Are părul lung și brunet, ca și al fiicei sale. Phoebe o răsfață pe Mandy, dar în același timp o învață multă disciplină. A debutat în "Diabolica Gladis din sezonul 3. A apărut de asemenea în "Înapoi în trecut", "Dentist? Mai bine la psihiatru!" din sezonul 3, și "Alex primește școală" din sezonul 4.

## Răufăcători
În Spioanele, cei mai mulți răufăcători au intenția de a cuceri lumea deoarece au fost dezamăgiți (de bărbați sau femei) sau au suferit traume. Puțini au apărut de mai multe ori, pentru a se răzbuna pe Spioane pentru cele făcute în trecut.
La sfârșitul seriei 3, a apărut Terence, principalul răufăcător al serialului, fratele geamăn a lui Jerry. Terence trebuia să fie răufăcătorul final al serialului, apărând în cele trei părți ale episodului "Promovare nefastă". Acest episod intenționând să fie sfârșitul serialului. Când s-a creat și sezonul 4, Terence s-a întors, primind un rol major, fiind principalul inamic al fetelor. A înfiițat o organizație numită LAMOS, formată din mai mulți infractori ai episoadelor trecute. 

## LAMOS

### Terence Lewis
Terence Lewis (pe scurt Terry) este fratele geamăn a lui Jerry și principalul inamic al Spioanelor. Și-a modificat fața și vocea prin operație estetică, pentru a fi diferit de fratele său. În cele trei părți al ultimului episod, din sezonul 3, "Promovare nefastă", Spioanele au fost selectate pentru a fi promovate la următorul nivel, fiecare misiune fiind un succes, și au fost trimise la Terence pentru a fi antrenate pentru a deveni Super Spioane. La început, Terence părea un om cumsecade și relaxat.
Spioanele descoperă că Terence este fratele geamăn a lui Jerry. Ținta sa era eliminarea lui Jerry cu o armată secretă de droizi și de a stăpâni lumea. Motivul pentru care Terence îl urăște pe Jerry este pentru că în copilărie, la un examen, cei doi se ajutau dându-și rezultatele unul altuia, până ce au fost prinși. 
Terence s-a întors în sezonul 4, unde a devenit răufăcătorul principal al serialului. El a fondat organizația LAMOS, formată din mai mulți inamici din sezoanele trecute, cu intenția de a le înfrânge pe fete, să controleze WOOHP și a cuceri lumea. Primii LAMOS au fost: Tim Scam, Helga Von Guggen, Myrna Beesbottom, și Boogie Gus. În episodul "Răul Jerry", Tim Scam, Helga Von Guggen, și Myrna Beesbottom au fost arestați. La sfârșitul episodului "Super nespioanele", Terence și restul din LAMOS sunt toți arestați.
În sezonul 4, Terence este mai rău decât înainte. Costumul alb, cu care a fost văzut prima dată, a fost înlocuit cu o uniformă gen Napoleon, și a fost adăugat un monoclu la ochiul stâng.

### Tim Scam
Tim Scam este răufăcătorul principal al serialului, după Terence. Apare în 6 episoade. Scam este singurul inamic care apare în fiecare sezon al serialului, cu excepția celui de-al cincilea. El este un fost agent WOOHP, dar a fost concediat după ce a folosit tehnologia WOOHP ilegal.
Prima sa apariție a fost în al treilea episod al serialului, "Noul Jerry", în care l-a răpit și l-a înlocuit pe Jerry (mascându-se cu numele de "Mac Smith", scrisul invers a lui "Tim Scam"), cu scopul de a se folosi de resursele WOOHP. Spioanele și-au dau seama cine era de fapt și îl înving. În episodul "Draga mamei", Scam vrea să își ia revanșa. Acesta le fură fetelor mamele și le spală creierul, transformându-le în asasine ce vor să-și omoare fiicele. În episodul sezonului 3, "Morphing is Sooo 1987", încearcă să disrugă WOOHP, infiltrându-se și folosind roboți din metal lichid, care se pot transforma în orice altă persoană.
Tim Scam este foarte deștept. Original, a dezvoltat o rază-fierbinte, ce era capabilă să evapore toate oceanele Pământului, în timp ce lucra la WOOHP. Recent a creat o substanță capabilă să mimeze alte persoane.

### Helga Von Guggen
Helga Von Guggen este un designer de modă și unul dintre cei mai cunoscuți răufăcători din serial. Are un bodyguard, Trode, care face toate treburile murdare în locul ei. 
În "Stilul sălbatic", Trode le-a cunoscut pe spioane în timp ce investigau mulțimea de croaziere dispărute cu pasagerii lor. Fetele neștiind, Helga era în spatele răpirilor, și l-a instruit pe Trode să infecteze una din spioane cu serul ei de mutație, rezultând-o pe Clover ca o fată-pisică. Helga le-a dezvăluit fetelor că folosește un ser să transforme oamenii în animale pentru a le lua blana, pentru a o folosi pentru creațiile sale. În final, Helga este victima propriulzui ser de mutare și s-a transformat într-o Himeră masivă.
În "Dezastru în lumea modei", Helga apare din nou cu o schemă de a folosi hainele Modei mistice, care după ce sunt purtate nu se mai pot da jos, și strânge persoana care le poartă până la moarte. În ascunzătoare ei, Helga le spune fetelor planul ei, și îi ordonează lui Trode să stea cu ochii pe ele. La sfârșit a fost capturată din nou de spioane. Se descoperă în episodul "Super nespioanele" că este alergică la creveți, iar când mănâncă unul i se umflă fața.
Helga Von Guggen apare mai târziu în sezonul 4, ca și membră a LAMOS.

### Myrna Beesbottom
Fosta dădacă a fetelor, ce a încercat să se mărite cu Jerry, și astfel putea să preia controlul asupra WOOHP. Ea este o fostă agentă WOOHP și acum membră a LAMOS. Prima sa apariție a fost când era totuși bună și deveni dădaca fetelor, în episodul "Prin spațiu", din sezonul 3. Următoarea sa apariție (prima apariție ca răufăcătoare) a fost în "Iubiri dezastroase", în care a încercat să se mărite cu Jerry, pentru a putea avea control asupra WOOHP. A avut și diverse apariții în al patrulea sezon. În episodul "Tinerii visători", Myrna a creat niște roboți pentru a deveni iubiții fetelor. În "Răul Jerry", Myrna Beesbottom este arestată și separată de restul LAMOS. Este foarte agilă, și puternică. Este de asemenea specializată în artele ninja.

### Boogie Gus
Boogie Gus este un afroamerican, iubitor al anilor '70. A fost în trecut un savant WOOHP. A apărut prima dată în episodul sezonului 3, "Înapoi, în trecut". A plănuit să meargă călătorească în trecut, pentru al convinge pe Jerry să deschidă WOOHP în scopuri rele, pentru a răni oamenii. În sezonul 4 a devenit membru al echipei LAMOS, și iubitor al anilor '80, cu toate că și-a păstrat frizura gen anilor '70. În episodul "Urăsc anii '80", a plănuit să transforme lumea în paradisul anilor '80.

## Alți răufăcători

### Dr. Gelee
Dr. Gelee este un om de știință rău, ce a decis să distrugă rasa umană, înghețând planeta, în timp ce el și omul lui de încredere vor rămâne în siguranță în fortăreața sa secretă din munți. A fost înfrânt de către spioane în "Cometa omul de gheață". Se pare că are interese (posibil romantice) față de Clover, alegând-o ca Regina lui.
În "Excursie la ski", Gelee a evadat din închisoare și a început să le urmărească pe fete în excursia lor cu școala, la ski. Supărat pe Clover din cauză că a fost înfrânt, a născocit un plan diabolic pentru a-și lua revanșa. A vrut să o răpească pe Clover și să o forțeze să joace din nou șah cu el. Din nefericire pentru el, Gelee a furat-o pe Mandy, nu pe Clover, deoarece purta un costum roșu.
Din cauza aparențelor și motivelor, Dr. Gelee pare să fie o parodie după rivalul lui Batman, Ra's al Ghul.

### Sebastian Saga
Sebastian Saga a fost răufăcătorul episodului "Am ceva pentru artiști", primul episod al serialului. El se întoarce în "Stark Raving Mad". Sebastian a fost în trecut un chitarist faimos, dar un bizar accident i-a despățit partea stângă a corpului de cealaltă și i-a distrus mâna stângă, nereușind să mai cânte la chitară. Are o mână de metal ce o înlocuiește pe ce-a adevărată și părul în așa fel tăiat încât să-i acopere partea stângă a feței. 
În "Am ceva pentru artiști", Sebastian este introdus ca și managerul starului rock Ricky Mathis. Sebastian plănuia să pună muzică hipnotică în timpul concertului lui Ricky, pentru a face mulțimea să atace guvernatorii lumii. 
În "Stark Raving Mad", Sebastian se întoarce pentru a-și lua revanșa. Acesta folosește din nou muzică hipnotică pentru a face tărăboi în oraș, dar a fost oprit din nou.

### Marco Lumière
Marco Lumière este răufăcătorul episodului de două părți, "S-a născut un spion". Lumière este un director de la Hollywood, dat afară. Pentru a se răzbuna, a scornit o schemă de a răpi marile vedete de la Hollywood și a le duce pe insula lui privată, ce deținea o varietate de roboți ucigași. Acolo, actorii vor juca în filmul de acțiune a lui Lumière, în care toate pericolele și morțile vor fi adevărate. 
Din nefericire pentru spioane, Lumière a răpit-o și pe Alex, ce o interpreta  pe o actriță renumită. Spioanele și-au făcut drum la insula lui Lumière, și împreună cu Alex au salvat toate starurile, și l-au înfrânt pe Lumière.
Marco Lumière a evadat din închisoare în episodul "0067", unde el, folosind pseudonimul Ocram Ereimul (printre altele numele Marco Lumière scris invers), l-a manipulat pe Jerry să elimine toți producătorii de la Hollywood. Planul lui a fost dejucat de spioane și de Jerry.

### Geraldine Husk
Geraldine Husk este fondatoarea și administratoarea agenției de spioni SPION (SPI - Super Protection International), rivală cu WOOHP. În episodul "Organizația SPION", agenții SPION capturau continuu criminali internaționali, înaintea fetelorm SPION primid publicitate pozituvă. WOOHP a fost apoi desființat și înlocuit cu SPION. Investigând agenția SPION, Sam și-a dat seama că toate incidentele oprite de SPION era puse la cale de Geraldine, cu scopul de a crea o imagine bună agenției SPION și a oune în încurcatură WOOHP-ul. Geraldine a lansat SPION pentru a-și ia revanșa față de WOOHP. Când era adoleșcentă a optat pentru WOOHP, pentru poziția de spioană, dar a fost respinsă. 
Geraldine se reîntoarce în "Super agenta Clover", cu o schemă de a o modifica pe Clover într-o super agentă. Clover a devenit încet aa devenit mai competentă și a demonstrat că are abilități aproape supra-naturale, dar a devenit de asemenea mai agresivă. La sfârșit, Geraldine a recrutat-o pe Clover în SPION și i-a ordonat să-și omoare prietenele, fiind spălată pe creier. Clover s-a transformat într-o fată bionică (completată cu laser în ochi) dar a fost învinsă de Sam și Alex. Geraldine a fost capturată și ea. 
În episodul "Arnold cel Mare", a vrut inițial să le ademenească pe fete într-o capcană, dar mai târziu și-a schimbat planul și l-a folosit pe colegul de clasă al fetelor, Arnold Jackson, promițându-i că îl va include în echipa ei. L-a spălat pe creier și l-a întors împotriva spioanelor. În final, Arnold alături de ele au înfrânt-o pe Geraldine. 
Ultimul episod în care a apărut Geraldine a fost "Reîntoarcerea Geraldinei", din sezonul 5. În acesta , Blaine a fost plătit de Geraldine să o omoare pe Clover. Dându-și seama că Blaine este iubitul lui Clover, Geraldine a organizat o serie de evenimente ca viața lui Clover să se întoarcă cu susul în jos. Blaine a plecat pe insula lui Geraldine pentru a afla cine este angajatorul lui secret (Geraldine nu și-a dezvăluit identitatea) dar a fost prins. Astfel, Geraldine l-a folosit pe Blaine ca momeală pentru Clover. Însă cu toate acestea, Geraldine este din nou înfrântă și închisă.

### Willard
Willard este un om de știință nebun. Este extrem de încet. Vorbește încet și se deplasează încet. După ce adecis că lumea se mișcă prea repede pentru el, a inventat o rază ce încetinește moleculele oamenilor. În episodul sezonului 2, "Alex demisionează", a vrut să încetinească toată planeta, ca toată lumea să fie ca el. A vrut să le captureze pe spionae (incluzând-o pe noua recrută Britney) cu raza lui de încetinire dar a fost capturat de Alex și Britney.
În episodul "Scăpați de pe insula WOOHP" din sezonul 3, spioanele au descoperit că Willard este în spatele unui atentat de evadare din insula WOOHP. Willard a tras în avionul lui Britney cu o armă creată de el, prăbușindu-se pe insulă. Acesta a răpit-o pe Britney și s-a mascat în ea, cu intenția de a le omorî pe spioane, după ce aterizează pentru a o salva. Willard a fost demascat de spioane. În timpul luptei cu spioanele, acesta a demonstrat că în ciuda faptului că se mișcă încet, știe mișcări de arte marțiale. În final a fost înfrâns de adevărata Britney.

### Micuțul Diminutiv
Micuțul Diminutiv este un fost om de știință de la WOOHP. Acesta lucra la o formulă care să crească puterea, reducând masa. Ele și ajutoarele lui au fost micșorate accidental de propriul aparat. A apărut prima dată în episodul din sezonul 1, "Micșorare", în care el și ajutoarele lui plănuiau să micșoreze monumentele, după care orașele lumii. Clover a fost și ea micșorată, dar a fost readusă la înălțimea sa . 
A doua sa apariție a fost în episodul "Mega Mandy", din sezonul 4. Aici a vrut să o mărească pe Clover la dimensiunile unui uriaș, dar a înălțat-o accidental pe Mandy. După ce a observat că a greșit fata, Micuțul Diminutiv a marit-o și pe Clover, rezultând două fete gigantice ce se confruntă în Beverly Hills. În final, Alex și Sam le-au adus pe amândouă la dimensiuni normale, iar WOOHP a șters acest eveniment din mintea lui Mandy.

### Jazz Hands
Este un mim artist îmbrăcat într-un costum tuxedo negru, capă, și niște pantaloni de culoarea vinului foarte strâmți și pălărie neagră cu o dungă albă care vorbește. Schemele sale, în mod evident suficient de puternic, folosește toate schemele sale mimice și îi transformă în mimi cântând la un acordeon le-a transformat pe Sam și Alex în mimi în episodul Mimează-ți de treaba ta.El mai apare în 3 episoade din sezonul 5 reușind să scape de la închisoare însă Sam află de noul plan al acestuia și se deghizează în mim. Sam lucreaza ca spioana W.O.O.H.P in secret singura, incercand sa-l prinda pe mim. El descopera ca este Sam si incearca sa o faca pe ea regina lui si a celorlalti mimi.